# Легеневі сурфактанти

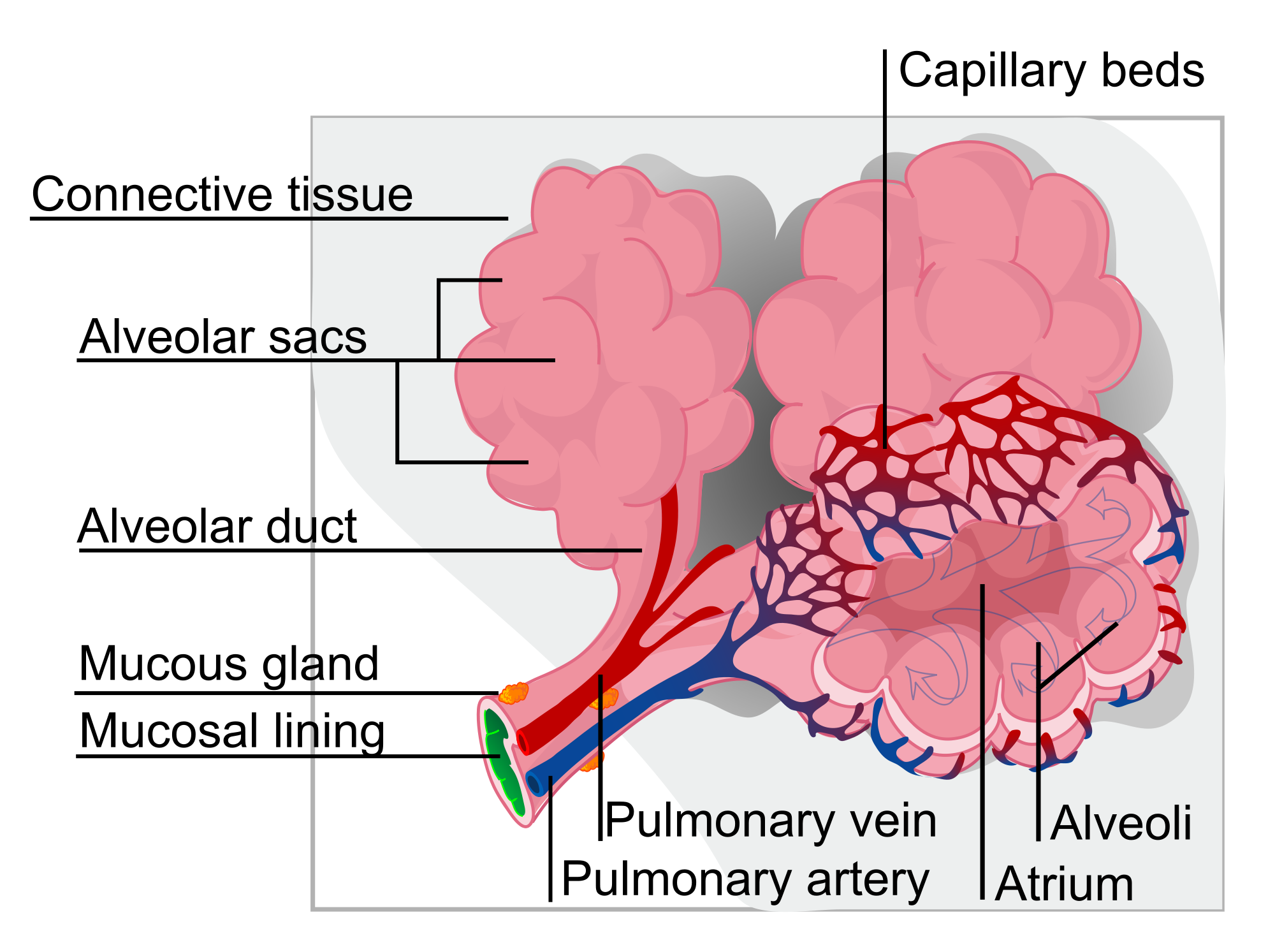
Альвеоли — це сферичні вирости дихальних бронхіол.

Сурфактантний альвеолярний комплекс — комплекс поверхнево активних речовин (сурфактантів) ліпопротеїдної природи, які утримують поверхневий натяг в альвеолах близьким до нуля, що запобігає їх злипанню при видиху, розчиняють в собі вуглекислий газ і кисень, полегшуючи тим самим перехід цих газів через стінки альвеол і капілярів, беруть участь в створенні еластичної тяги легень. Має бактерицидну дію.
Побудований із 2 фаз — мембранної та рідкої. Мембранний компонент побудований з фосфоліпідів (наприклад, дипальмітоїлфосфатидилхолін) і білків, рідка фаза — з розчинених у воді глікопротеїнів.

## Функція
- підвищення легеневої піддатливості
- запобігання ателектазу (спадання альвеол або передсердь) наприкінці видиху
- полегшення рекрутування колапсованих дихальних шляхів

Альвеоли можна порівняти з газом у воді, оскільки вони вологі та оточують центральний повітряний простір. Поверхневий натяг діє на межі розділу повітря-вода та прагне зменшити бульбашку (зменшуючи площу поверхні межі розділу). Тиск газу (P), необхідний для підтримки рівноваги між силою поверхневого натягу (γ), яка стискає, та силою розширення газу в альвеолі радіуса r, виражається рівнянням Юнга-Лапласа:
{\displaystyle P={\frac {2\gamma }{r}}}

### Піддатливість
Піддатливість – це здатність легень і грудної клітки розширюватися. Піддатливість легень визначається як зміна об'єму на одиницю зміни тиску в легені. Вимірювання об'єму легень, отримані під час контрольованого надування / здування нормальної легені, показують, що об'єми, отримані під час здування, перевищують об'єми під час надування при заданому тиску. Ця різниця в об'ємах надування та здування за заданого тиску називається гістерезисом і зумовлена поверхневим натягом повітря-води, що виникає на початку надування. Однак, сурфактант знижує поверхневий натяг альвеол, як це спостерігається у випадках недоношених дітей із синдромом респіраторного дистрессу у немовлят. Нормальний поверхневий натяг води становить 70 дин/см (70 мН/м), а в легенях — 25 дин/см (25 мН/м); однак наприкінці видиху стиснуті молекули фосфоліпідів поверхнево-активної речовини знижують поверхневий натяг до дуже низьких, близьких до нуля рівнів. Таким чином, легеневий сурфактант значно знижує поверхневий натяг, збільшуючи піддатливість, дозволяючи легені набагато легше надуватися, тим самим зменшуючи роботу дихання. Це зменшує різницю тиску, необхідну для того, щоб легеня могла надуватися. Піддатливість легень та вентиляція знижуються, коли легенева тканина уражається та стає фіброзною. 

### Регуляція розміру альвеол
Зі збільшенням розміру альвеол поверхнево-активна речовина розподіляється по поверхні рідини. Це збільшує поверхневий натяг, ефективно уповільнюючи швидкість розширення альвеол. Це також допомагає всім альвеолам у легенях розширюватися з однаковою швидкістю, оскільки та, що розширюється швидше, зазнає значного підвищення поверхневого натягу, що уповільнює швидкість її розширення. Це також означає, що швидкість скорочення є більш рівномірною, оскільки якщо одна альвеола зменшується в розмірі швидше, поверхневий натяг зменшиться більше, тому інші альвеоли можуть скорочуватися легше, ніж вона. Поверхнево-активна речовина сильніше знижує поверхневий натяг, коли альвеоли менші, оскільки її концентрація вища.

### Профілактика накопичення рідини та підтримка сухості дихальних шляхів
Поверхневий натяг витягує рідину з капілярів до альвеолярних просторів. Поверхнево-активна речовина зменшує накопичення рідини та підтримує дихальні шляхи сухими, зменшуючи поверхневий натяг.

### Вроджений імунітет
Імунна функція сурфактантної речовини в основному пояснюється двома білками: SP-A та SP-D. Ці білки можуть зв'язуватися з цукрами на поверхні патогенів і тим самим опсонізувати їх для поглинання фагоцитами. Він також регулює запальні реакції та взаємодіє з адаптивною імунною відповіддю. Деградація або інактивація поверхнево-активних речовин може сприяти підвищеній схильності до запалення та інфекції легень.